# Fuqiao, Fujian
Fuqiao (kinesiska: 浮桥) är ett stadsdelsdistrikt i sydöstra Kina. Det ligger i stadsdistriktet Licheng i staden Quanzhou i provinsen Fujian,  omkring 150 kilometer sydväst om provinshuvudstaden Fuzhou.